# Johanneskirche (Kornat)

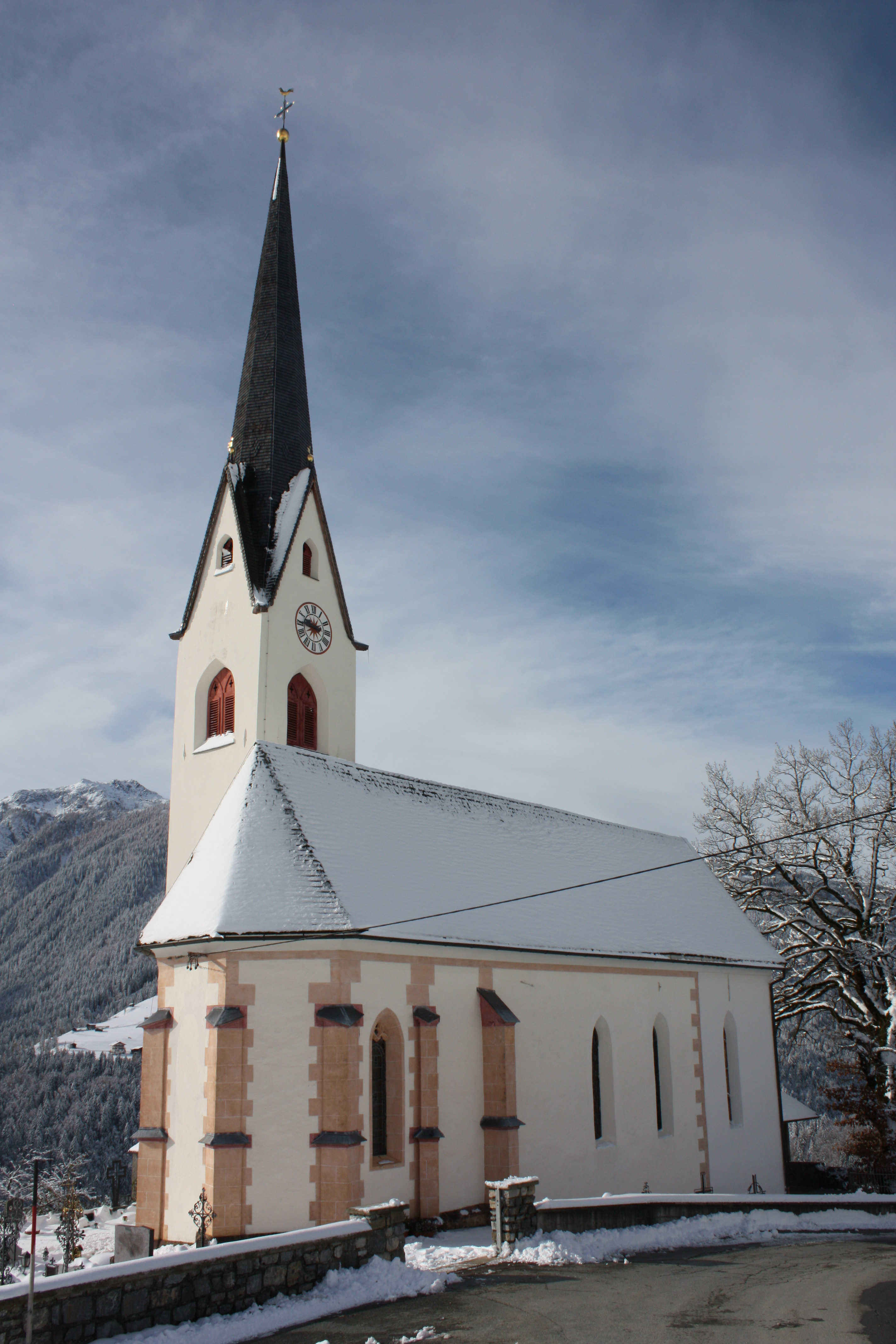

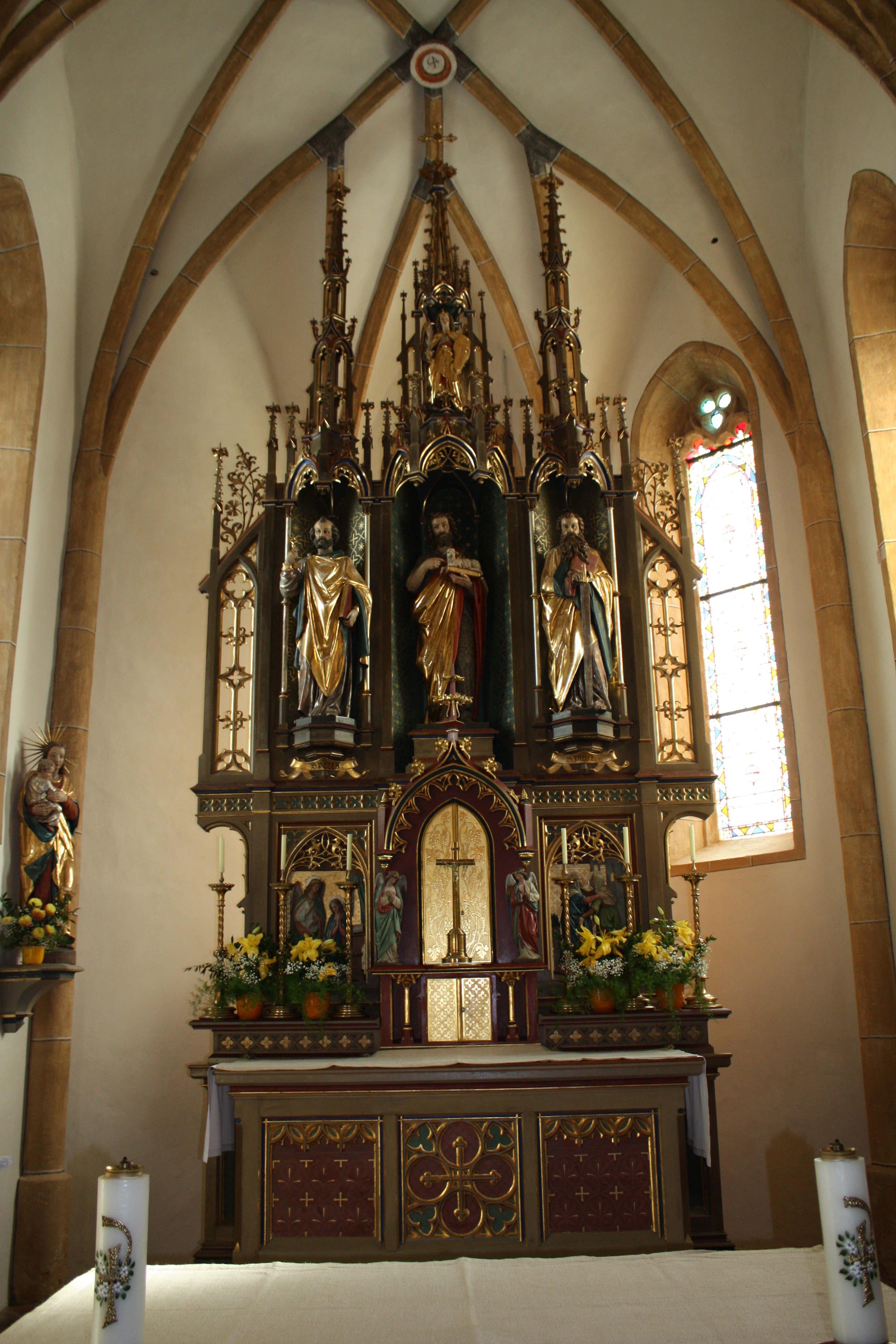
Hochaltar

Die Johannes dem Täufer geweihte römisch-katholische Pfarrkirche Kornat steht weithin sichtbar an einem Hang in 1032 Meter Seehöhe in Kornat, oberhalb von Birnbaum in der Gemeinde Lesachtal.
Eine Kirche in Kornat wurde 1376 erstmals urkundlich erwähnt. 1536 wurde der Chor geweiht. 1738 wurde Kornat zu einem Vikariat erhoben. 1868 zerstörte ein Unwetter den Turm und das Kirchendach. Ab 1869 erfolgte der Neuaufbau des Turmes und die Verlängerung der Kirche um ein Joch nach Westen durch den Maurermeister Agostino Francisci. Bei der Außenrestaurierung 1994 wurde die Architekturpolychromie des 16. Jahrhunderts rekonstruiert.

## Baubeschreibung
Das Gotteshaus ist ein einschiffiger, spätgotischer Bau. Das Langhaus und der Chor haben dieselbe Höhe und Breite und stehen unter einem gemeinsamen Dach. Der Chor mit einem Fünfachtelschluss wird von einfach abgetreppten Strebepfeilern gestützt. Der Turm südlich des Chores besitzt Mauerschlitze, große spitzbogige Schallfenster sowie kleine Spitzbogenfenster in den Giebelfeldern und wird von einem Nadelhelm bekrönt.
Der Sakristeianbau westlich des Turmes wurde wohl 1869 errichtet. Der Chor besitzt drei einfache Lanzettfenster mit ursprünglichem Maßwerk, das Langhaus an der Nord- und Südseite je drei Lanzettfenster. An der Westfassade befindet sich ein profiliertes, neugotisches Spitzbogenportal, darüber zwei hohe Lanzettfenster, die im unteren Drittel vermauert sind, sowie im Giebelfeld ein kleines Spitzbogenfenster.
Das Langhaus besteht aus drei ursprünglichen, queroblongen Joche und einem quadratischen Westjoch, die durch einen eingezogenen Spitzbogen verbunden werden. Das Westjoch besitzt einen Rippenstern und wird durch die mächtige freitragende Musikempore unterteilt. In den östlichen Langhausjochen ruht ein Sternrippengewölbe auf gekehlten Wandpfeilern mit halbrunden Vorlagen.
Ein eingezogener, gekehlter, spitzbogiger Triumphbogen verbindet das Langhaus und den einjochigen Chor. Über dem Chor erhebt sich ein Netzrippengewölbe auf halbrunden, zum Teil abgekragten Vorlagen. Die quadratischen und runden Schlusssteinen in Chor und Langhaus sind gefärbelt. Von der Chorsüdwand führt ein abgefastes Spitzbogenportal in die Sakristei. In der Sakristeitür ist ein gotisches Schloss erhalten. Die kreuzgratgewölbte Sakristei ist zweigeschoßig und besitzt Spitzbogenfenster.

## Einrichtung
Den Großteil der neugotischen Ausstattung der Kirche schuf 1878 Josef Stauder aus Innichen.
Der Hochaltar besteht unten aus einem zweistöckigen Tabernakel mit zwei betenden Engelsfiguren sowie seitlichen Reliefs mit den Darstellungen der Verkündigung und der Mariä Heimsuchung. Darüber bergen Nischen die Figuren des Johannes des Täufers sowie die der Apostelfürsten Petrus und Paulus. Im Gesprenge steht die Statue des Erzengels Michael. Die Altarfiguren schuf Josef Renn aus München vor 1878.
Der linke Seitenaltar trägt eine von Josef Bayra vor 1878 geschaffene Herz-Jesu-Statue.
Am Kanzelkorb sind die Häupter der vier Evangelisten abgebildet. Das Taufbecken zeigt am Aufsatz Szenen der Taufe Jesu. Der neugotische Kreuzweg mit geschnitzten Szenen entstand 1906. Zur weiteren Ausstattung der Kirche zählen die neugotischen Skulpturen einer Madonna und einer Schutzengelgruppe sowie ein Ölbild mit dem Unterricht Mariens aus der ersten Hälfte des 19. Jahrhunderts.
Der ursprüngliche Hauptaltar der Kirche wurde nach Dellach im Gailtal überstellt.
Die Orgel aus 2013 stammt von Bernhard Ottitsch und wurde von Pfarrer Hans Dettelbacher gespendet.